# Radovan Vlajković
Radovan Vlajković (8 novembre 1924 – 12 novembre 2001) è stato un politico jugoslavo, ha servito come presidente della presidenza collettiva della Repubblica Socialista Federale di Jugoslavia dal 1985 al 1986.